# Маргайрас, Ксавье
Ксавье Маргайрас (нем. Xavier Margairaz; 7 января 1984) — швейцарский футболист, полузащитник. Выступал за сборную Швейцарии.

## Карьера

### Клубная
Уроженец Ранса, Маргайрас обучался футболу в школе городской команды «Ранс», а позднее выступал в юношеских составах команды «Ивердон-Спорт». В 2001 году стал игроком «Лозанны», начав там свою футбольную карьеру. В 2003 году вошёл в состав «Ксамакса», в конце 2004 года объявил об уходе в «Цюрих». В столичный клуб перешёл в начале 2005 года и за время выступления там дважды стал чемпионом страны: 2006 и 2007 годы. Перед сезоном 2007/08 отправился в испанскую «Осасуну», подписав контракт на три года. 27 февраля 2008 года в матче чемпионата Испании получил травму (разрыв крестообразных связок) и выбыл на несколько месяцев.
Во время зимнего перерыва в сезоне 2008/09 Маргайрас подписал контракт с «Цюрихом», став игроком клуба на правах аренды. В сезоне 2008/09 в 13 матчах забил два гола и отдал две голевые передачи, что помогло «Цюриху» выиграть чемпиона страны. После завершения чемпионата Маргайрас в июне 2009 года официально перешёл в команду и стал её полноправным игроком. Контракт действовал до 30 июня 2012, но в январе 2012 футболист перешёл в «Сьон».

### В сборной
4 июня 2005 года Маргайрас дебютировал в сборной. Он был включён в состав команды на чемпионат мира в Германии, но сыграл там только два матча, выйдя оба раза на замену. Всего отыграл 18 игр и забил один гол. Фигурировал в расширенном списке кандидатов на участие в домашнем чемпионате Европы, но не вошёл в финальную заявку.

## Личная жизнь
Есть братья Саша и Алан, которые также являются футболистами.

## Титулы
- Чемпион Швейцарии: 2006, 2007, 2009
- Победитель Кубка Швейцарии: 2005